# Лонкі-Маркове
Лонкі-Маркове (пол. Łąki Markowe) — село в Польщі, у гміні Бонево Влоцлавського повіту Куявсько-Поморського воєводства.
Населення — 134 особи (2011).
У 1975-1998 роках село належало до Влоцлавського воєводства.

## Демографія
Демографічна структура станом на 31 березня 2011 року:
|          | Загалом | Допрацездатний вік | Працездатний вік | Постпрацездатний вік |
| -------- | ------- | ------------------ | ---------------- | -------------------- |
| Чоловіки | 65      | 9                  | 50               | 6                    |
| Жінки    | 69      | 14                 | 42               | 13                   |
| Разом    | 134     | 23                 | 92               | 19                   |